# VfB Zittau
Der VfB Zittau ist ein deutscher Fußballverein aus Zittau im Landkreis Görlitz, der seine Wurzeln bis 1909 zurückverfolgen kann. Heimstätte des 250 Mitglieder starken Vereins aus dem deutsch-tschechisch-polnischen Dreiländereck ist das Weinauparkstadion.

## Verein

Logo der BSG Robur

Logo der BSG Motor Robur

Am 5. August 1909 wurde der Vorläufer des heutigen VfB als Zittauer BK 09 gegründet. Seit 1912 wurde der Verein durch unzufriedene Mitglieder des Zittauer BK als FC Sportlust gegründet. Als 1945 die bisherigen Sportvereine ausnahmslos verboten wurden, trat das Fußballteam der SG Zittau die Quasi-Nachfolge von Sportlust an. Entsprechend führt der heutige VfB den ZBK 09 sowie Sportlust auf seiner Homepage im Vereinsstammbaum mit auf. Letztlich rechtfertigt sich dies aus der Kontinuität von Akteuren und Spielareal. Das wohl größte sportliche Ausrufezeichen konnte während des Zweiten Weltkriegs gesetzt werden, als der Verein 1942/43 in der Gauliga Sachsen vertreten war, wo er auf führende deutsche Klubs wie den Dresdner SC oder den VfB Leipzig traf.
1950 und 1951 fanden mehrere Umbenennungen statt – anfangs in ZSG und Textil, später in BSG Fortschritt-Mitte Zittau. Ab 1954 schloss sich der Verein der BSG Lokomotive Zittau an.
Sportlich waren die bis 1952 in der Sachsenliga spielenden Ostsachsen, abgesehen von der 1962 erreichten Teilnahme an der II. DDR-Liga, bis in die späten siebziger Jahre stets in der Bezirksliga Dresden beheimatet. Dies änderte sich mit dem Einsteigen des ortsansässigen Lastkraftwagenherstellers und Trägerbetriebes VEB Robur-Werke Zittau. Ab dem 1. Juni 1971 hieß der Verein BSG Motor Robur Zittau, ab 1980 BSG Robur Zittau. Bereits 1978 gelang den Zittauern der Aufstieg in die DDR-Liga. Nach nur einer Spielzeit musste Robur Zittau gemeinsam mit der TSG Gröditz den Gang in die Bezirksliga Dresden antreten. 1981 schafften die Zittauer erneut den Aufstieg in die zweithöchste Spielklasse der DDR. Dies erwies sich für den Verein erneut als eine Nummer zu groß. Analog zu 1978 mussten die Zittauer diesmal mit Ascota Karl-Marx-Stadt die Liga verlassen.
1990 gründete sich als Nachfolger der BSG: die SG Robur Zittau. Die Abteilung Fußball wurde unter dem Namen VfB Zittau selbständig. Eingruppiert wurde die Mannschaft aus dem Dreiländereck in die Landesliga Sachsen. Der höchsten sächsischen Liga gehörte der VfB bis 1999 meist mit gesicherten Mittelfeldplätzen an. 1999 gelang Zittau ein nicht für möglich gehaltener Aufstieg in die Oberliga Nordost (Staffel Süd). Bereits in seiner ersten Oberligasaison erreichte der VfB den dritten Platz. Nach dem Abstieg im Jahr 2002 ging es mit dem VfB Zittau in der Folgezeit rasch bergab. Nach drei Spielzeiten in der Landesliga wurde der VfB im Jahr 2006 von der Bezirksliga in die Bezirksklasse Dresden durchgereicht. 2011 stieg die Mannschaft in dieKreisoberliga Oberlausitz auf; seit der Saison 2020/21 spielt der VfB in der Landesklasse Ost.

## Nachwuchs
Im August 2012 einigten sich Dynamo Dresden und der VfB Zittau auf eine Kooperation im Jugendbereich. Gemeinsames Ziel der geschlossenen Kooperation ist die Unterstützung der Entwicklung junger, talentierter Nachwuchsfußballer für die Leistungsbereiche beider Vereine. Auch der Trainerbereich soll davon profitieren: Fortan erhalten alle Juniorentrainer des VfB Zittau die Möglichkeit, an internen Trainerfort- und -weiterbildungen im Nachwuchsleistungszentrum in Dresden teilzunehmen.

## Statistik
- Bezirksliga Dresden: 1952–1962, 1963–1978, 1979–1981, 1982–1990, 2005/06
- Landesliga Sachsen: 1949–1952, 1990–1999, 2002–2005
- II. DDR-Liga: 1962/63
- DDR-Liga: 1978/79, 1981/82
- Oberliga Nordost: 1999–2002
- Ewige Tabelle der DDR-Liga: Rang 147

## Personen
- Lars Jungnickel